# Groupe hydroxyle
Ne doit pas être confondu avec Hydroxyde.

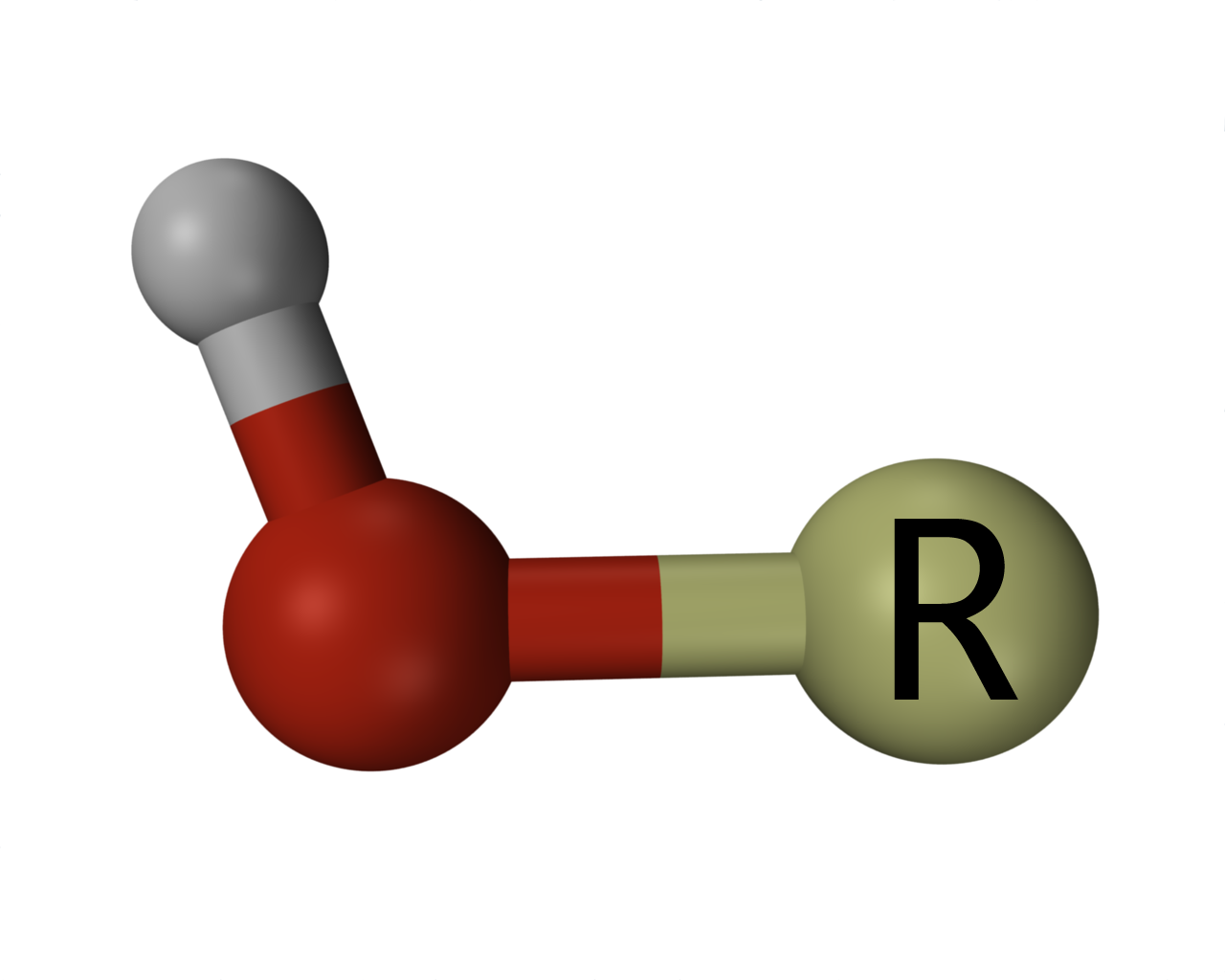
Représentation 3D d'un groupe hydroxy.

En chimie organique, un groupe hydroxyle est un groupe fonctionnel constitué d'un atome d'oxygène et d'un atome d'hydrogène, –OH rattaché à une molécule organique. Associé à une chaîne carbonée aliphatique, il caractérise les différents alcools et, placé sur un cycle aromatique, les phénols ; il est aussi présent dans les très nombreux composés dits hydroxylés, notamment dans les polysaccharides (polymères de sucres).
D'après les règles de l'Union internationale de chimie pure et appliquée (UICPA – IUPAC), le terme hydroxyl(e) fait référence au radical libre ·OH, tandis que le groupe fonctionnel –OH est appelé groupe hydroxy (en anglais : hydroxy group).